# 岡島冠山
岡島 冠山（おかじま かんざん、延宝2年（1674年） - 享保13年1月2日（1728年2月11日））は、江戸時代初期の儒学者。唐話に通じ、『水滸伝』などの白話小説の翻訳を行った。

## 人物
長崎（肥前国）生まれ。初名は明敬、のち璞（はく）。字は援之、のち玉成。通称は弥太夫、長左衛門。始め萩藩の通訳。のち退いて林鳳岡に朱子学を学ぶ。江戸で下野足利藩主戸田忠囿に仕えるが、辞して大坂に行き、再び江戸に帰るも、ほどなくして京に移り、そこで没した。
杭州音の『唐話纂要』や南京音の「唐話便用』を著す。また、伊藤仁斎や荻生徂徠と親交があった。

## 刊本
- 中村幸彦編『通俗忠義水滸伝』汲古書院〈「近世白話小説翻訳集」第6-7巻〉、1987年